# Maryland Heights
Maryland Heights  è una città degli Stati Uniti d'America, nella Contea di St. Louis dello Stato del Missouri.
È all'interno della seconda cintura urbana di St. Louis, zona nord-occidentale. Al 2007 possedeva una popolazione di 26 109 abitanti. La città venne fondata nel 1838.